# Phanuelus gladstone
Genre
Espèce
Phanuelus gladstone, unique représentant du genre Phanuelus, est une espèce d'araignées aranéomorphes de la famille des Salticidae.

## Distribution
Cette espèce est endémique du Tamil Nadu en Inde,. Elle se rencontre vers Chennai.

## Description
Le mâle holotype mesure 3,03 mm et la femelle paratype 4,02 mm.

## Étymologie
Cette espèce est nommée en l'honneur de M. Gladstone.

## Publication originale
- Caleb, Mungkung & Mathai, 2015 : Four new species of jumping spider (Araneae: Salticidae: Aelurillinae) with the description of a new genus from South India. Peckhamia, vol. 124.1, p. 1-18 (texte intégral).